# Stafchef
Een stafchef is de leider – chef – van een staf, een groep personen samengesteld om een bedrijf, organisatie of hoge functionaris te ondersteunen. Dat kan binnen het leger zijn of in de burgerij en daar zowel in het bedrijfsleven als de overheid. Het takenpakket hangt af van de situatie maar bestaat veelal uit advisering, het verzamelen en onderzoeken van relevante informatie  en organisatorische ondersteuning. De staf bestaat vaak uit meerdere afdelingen, elk met een eigen specialisatie, de afdelingen zijn binnen een organisatie gelijkwaardig aan elkaar, alleen de stafchef staat boven deze afdelingen en heeft dus een hoge rang binnen de organisatie.

## Burgerij en politiek
De stafchef is het hoofd van het kabinet van bijvoorbeeld een president of minister en diens belangrijkste adviseur. Hij of zij is verantwoordelijk voor de coördinatie van de ondersteunende organisatie en het personeel en voor het regelen van alle procedures waarmee het president- of ministerschap te maken heeft. Vaak wordt de stafchef beschouwd als de tweede machtigste man of vrouw in een land, na de president. Voorbeelden van zo'n stafchef zijn de stafchef van het Witte Huis en de Braziliaanse stafchef.

## Militair

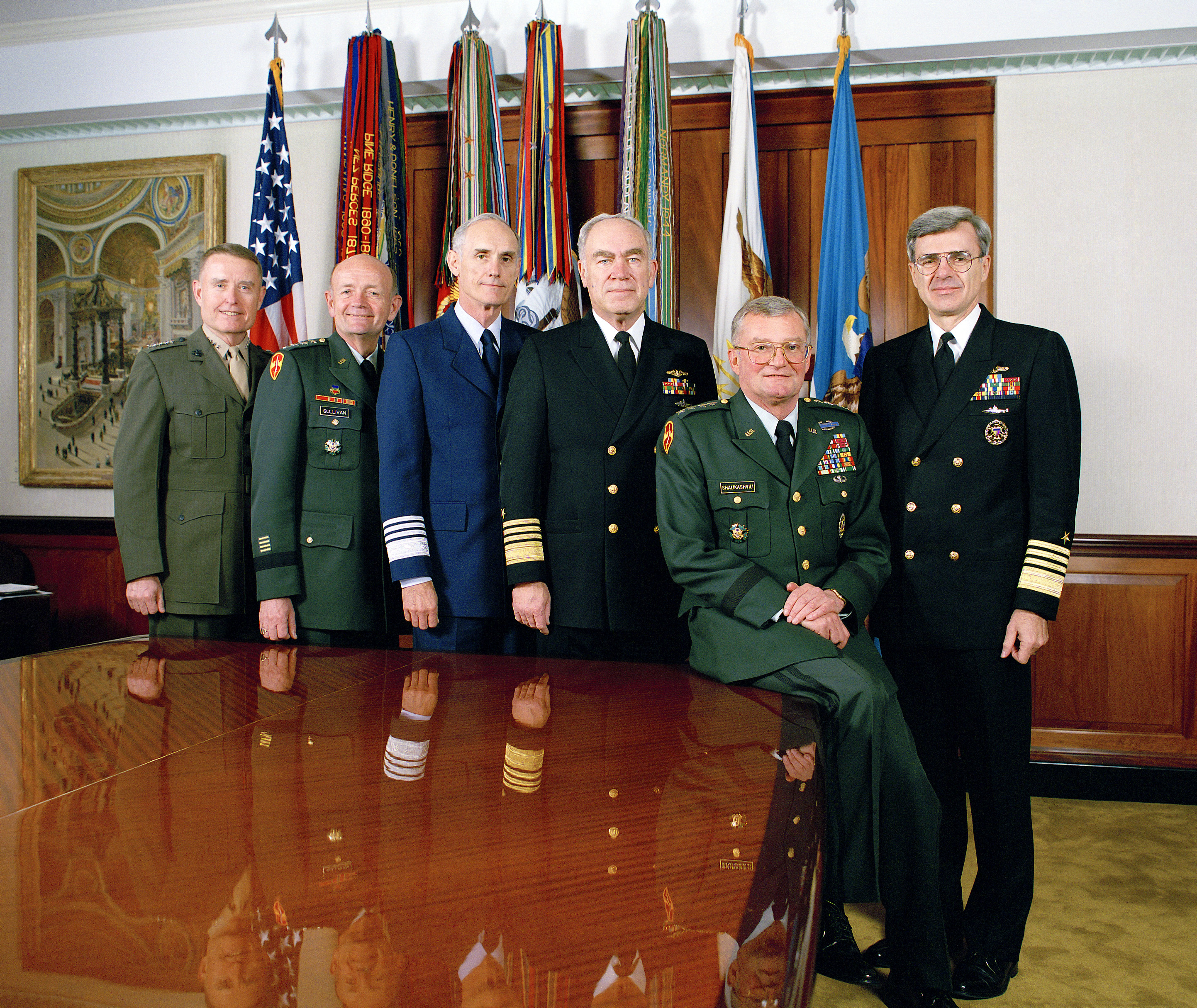
De Gezamenlijke Stafchefs van de Amerikaanse krijgsmacht van april 1994

### Algemeen
Binnen een krijgsmacht is de stafchef het hoofd van de Generale Staf, de opperste legerleiding. De functie is hoger in rang dan die van generaal.

### België en Nederland
In België en Nederland wordt de term veel in militair verband gebruikt, maar hij is ook bekend van bijvoorbeeld universiteiten en andere grote instellingen. In de Verenigde Staten wordt de term ook in burgerlijk verband toegepast, bijvoorbeeld de stafchef van het Witte Huis. Wel is in België het woord stafchef gangbaar waar dit in Nederland chef-staf is.

### Verenigde Naties
Binnen de Veiligheidsraad van de Verenigde Naties bestaat het Generale Staf-Comité. Dit comité bestaat uit de stafchefs van de krijgsmachten van de vijf permanente leden van de Veiligheidsraad.

### Toepassing
| Land                | Krijgsmacht                                                             | Landmacht | Zeemacht | Luchtmacht |
| ------------------- | ----------------------------------------------------------------------- | --- | --- | --- |
| België              | Chef van de Generale Staf ((fr) Chef de la Défense)                     | Stafchef van de Landmacht ((fr) Chef d'État-Major de la Force Terrestre) )                                             | Stafchef van de Zeemacht ((fr) Chef d'État-Major de la Force Navale)                                                                             | Stafchef van de Luchtmacht ((fr) Chef d'État-Major de Force Aérienne)                                                                               |
| Canada              | Chef d'État-Major de la Défense (CEMD)/Chief of the Defence Staff (CDS) | Commandant de l'Armée Canadienne/Chef d'État-Major de l'Armée (Commander of the Canadian Army/Chief of the Army Staff) | Commandant de la Marine Royale Canadienne/Chef d'État-Major de la Force Maritime (Commander of the Canadian Royal Navy/Chief of the Naval Staff) | Commandant de l'Aviation Royale du Canada/Chef d'État-Major de la Force Aérienne (Commander of the Canadian Royal Air Force/Chief of the Air Staff) |
| Frankrijk           | Chef van de Defensiestaf ((fr) Chef d'État-Major des Armées (CEMA))     | Stafchef van de Landmacht ((fr) Chef d'État-Major de l'Armée de Terre (CEMAT))                                         | Stafchef van de Marine ((fr) Chef d'État-Major de la Marine (CEMM))                                                                              | Stafchef van de Luchtmacht ((fr) Chef d'État-Major de l'Armée de l'Air (CEMAA)))                                                                    |
| Nederland           | Chef Defensiestaf                                                       | Chef Landmacht Staf/Bevelhebber der Landstrijdkrachten (CLS/BLS) (tot 2002)                                            | Chef Marine Staf/Bevelhebber der Zeestrijdkrachten (CMS/BDZ) (tot 2002)                                                                          | Chef Luchtmacht Staf/Bevelhebber der Luchtstrijdkrachten (CLS/BDL ) (tot 2002)                                                                      |
| Verenigd Koninkrijk | Chef van de Defensiestaf ((en) Chief of the Defence Staff)              | Chef van de Generale Staf ((en) Chief of the General Staff)                                                            | Chef van de Marinestaf, ((en) First Sea Lord / Chief of the Naval Staff)                                                                         | Chef van de Luchtmachtstaf ((en) Chief of the Air Staff)                                                                                            |
| Verenigde Staten    | Gezamenlijke Stafchefs                                                  | Stafchef van de US Army Stafchef van de National Guard                                                                 | Stafchef van de US Navy Stafchef van het US Marine Corps Stafchef van de US Coast Guard                                                          | Stafchef van de US Air Force |